# Bernard Maris
Bernard Henri Maris (Tolosa, 23 settembre 1946 – Parigi, 7 gennaio 2015) è stato un economista e giornalista francese, consigliere della Banca di Francia.

## Biografia
Economista di area keynesiana, è stato professore associato in scienze economiche e professore all'Istituto di studi europei dell'Université Paris VIII.
Nel 2011 il presidente del Senato francese Jean-Pierre Bel lo ha nominato consigliere generale della Banque de France. A Keynes ha dedicato l'opera Keynes ou l'économiste citoyen del 1999.
Scriveva per varie pubblicazioni, incluso il settimanale Charlie Hebdo, per il quale si occupava del settore economico, firmandosi con lo pseudonimo di "Oncle Bernard" (zio Bernard). Aveva anche una rubrica alla radio pubblica France Inter.
Si è dedicato attivamente alla vita politica, collocandosi a sinistra: è stato membro del consiglio scientifico di una delle associazioni che hanno dato vita al movimento anti-globalizzazione Attac France e alle elezioni legislative del 2002 è stato candidato nel collegio di Parigi X per I Verdi.
Bernard Maris era massone: era stato iniziato nel 2008 nella Loggia «Roger Leray» del Grande Oriente di Francia.
Nel 2015 è stato ucciso durante l'attentato alla sede di Charlie Hebdo, nel quale sono morte altre undici persone.

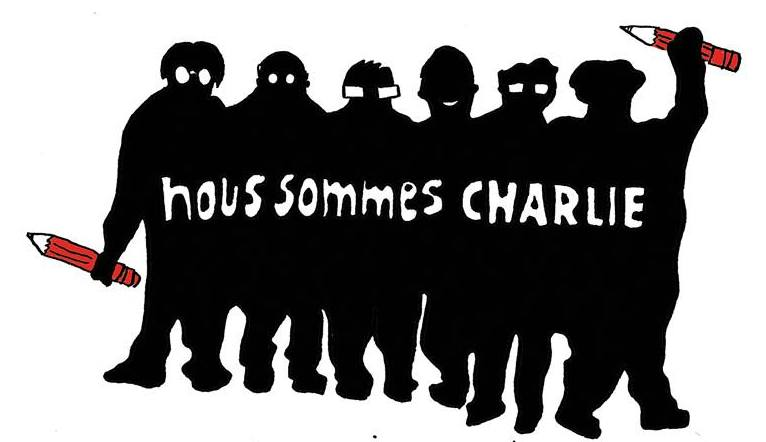
Una vignetta in suo onore

## Opere
In Italia:
- ”O la Borsa o la Vita“ (Ponte alle Grazie, 2001)

- Houellbecq economista (Houellbecq économiste, 2014) (Bompiani, 2015) traduzione di Alberto Cristofori, ISBN 9788845279577

- “Lettera Aperta ai guru dell’economia che ci prendono per imbecilli” ( Ponte alle Grazie, 2000 ) traduzione Francesco Bruno
- “Antimanuale di Economia“ (Tropea, 2005)  traduzione G. Negro
- “Capitalismo e pulsione di morte“ (La Lepre Edizioni, 2010)  traduzione Alberto Bracci Testasecca